# Laguna de Términos

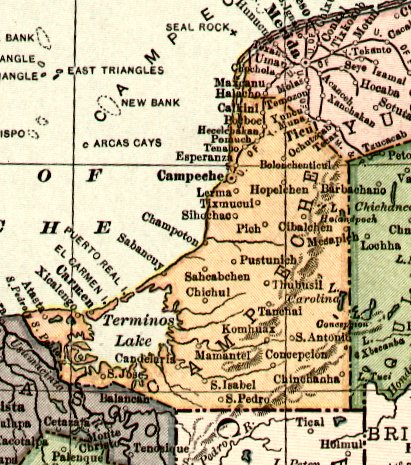
Auf der englischsprachigen Karte von 1910 ist Terminos Lake durch El Carmen I. und Puerto Real I. gegen den offenen Gulf of Campeche (Teil des Golf von Mexiko) abgegrenzt

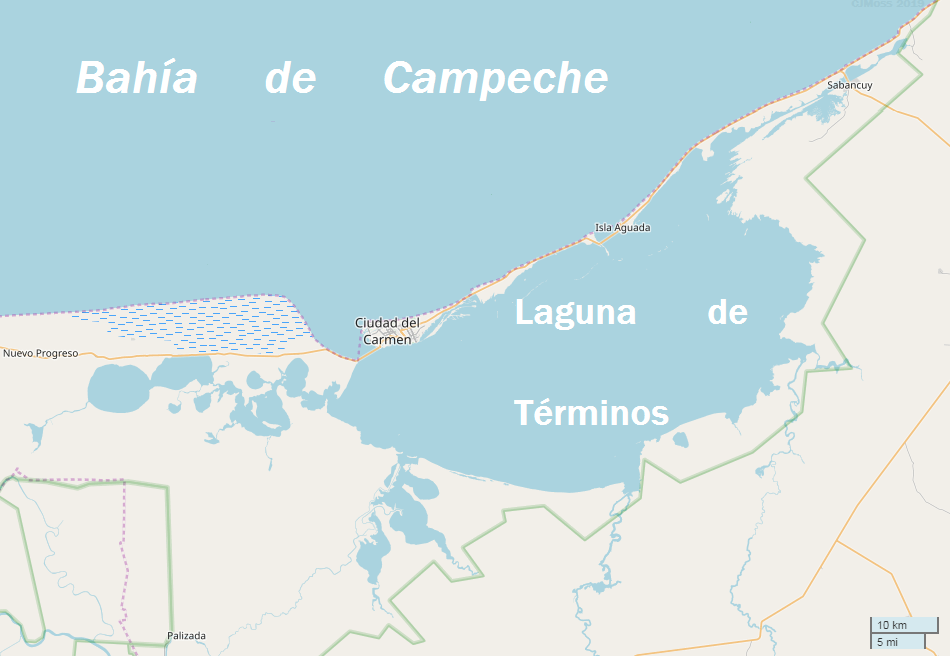
Laguna de Términos

Laguna de Términos

Die Laguna de Términos ist der größte Lagunensee an der Südküste des Golfs von Mexiko im Bundesstaat Campeche. Sie wurde von Juan de Grijalva im Rahmen seiner Erkundungsreise entlang der Küsten der Halbinsel Yucatán und westlich angrenzender Gebiete im Jahr 1518 entdeckt.

## Geografie
Die Laguna de Términos umfasst eine Fläche von rund 2500 km² bei einer maximalen Länge von ca. 75 km in Ost-West-Richtung und einer maximalen Breite in Nord-Süd-Richtung von 35 km. Die mittlere Tiefe beträgt ca. 3 m (max. 4,7 m).
Die Lagune ist abgetrennt vom Golf von Mexiko durch die Isla del Carmen und nordöstlich davon durch die sog. Isla Aguada. Die Isla del Carmen ist eine 35 km lange und maximal 2,5 km breite Nehrungsinsel, auf der die Stadt Ciudad del Carmen liegt und die über die Brücken Puente Zacatal im Westen mit dem Festland und Puente de la Unidad im Osten mit Isla Aguada, dem westlichsten Ausläufer der Halbinsel Península El Palmar verbunden ist. Nach historischen Karten gab es im Bereich von Isla Aguada ehemals eine Insel, die jedoch Puerto Real Island bzw. Isla Puerto Real genannt wurde.
Größte Zuflüsse der mit zwei Abflüssen versehenen Lagune sind der Río Candelaria und der Río Palizada (östlicher Arm des Río Usumacinta).

## Naturschutzgebiet
Die gesamte – von weit über 2000 Tier und Insektenarten bevölkerte – Lagune sowie weitere Wasser- und Landflächen (insgesamt über 7000 km²) wurden im Jahr 1994 von der mexikanischen Regierung als Naturschutzgebiet ausgewiesen. Die Uferzonen der Lagune sind größtenteils von Mangroven bewachsen, unterhalb weiter Teile der Wasseroberfläche finden sich ausgedehnte Seegraswiesen.